# جيري دوسن
جيري دوسن (بالإنجليزية: Jerry Dawson)‏ (30 أكتوبر 1909 في المملكة المتحدة - 19 يناير 1977) هو مدرب كرة قدم ولاعب كرة قدم بريطاني (وحمل سابقاً جنسية المملكة المتحدة لبريطانيا العظمى وأيرلندا) في مركز حراسة المرمى. شارك مع منتخب اسكتلندا لكرة القدم. أما مع النوادي، فقد لعب مع نادي رينجرز ونادي فالكيرك ورابطة كرة القدم الاسكتلندية الحادية عشر ‏.

## وصلات خارجية
- جيري دوسن على موقع الاتحاد الإسكتلندي (الإنجليزية)
- جيري دوسن على موقع قاعدة بيانات كرة القدم.إي يو (الإنجليزية)
- جيري دوسن على موقع ناشيونال فوتبول تيمز (الإنجليزية)